# Partito Nazionalsocialista dei Lavoratori
Il Partito Nazionalsocialista dei Lavoratori (in svedese: Nationalsocialistiska Arbetarepartiet - NSAP) è stato un partito politico svedese.

## Storia
Fu fondato nel 1933 da Sven Olov Lindholm, ex esponente di un piccolo partito di ispirazione fascista. Inizialmente il movimento si caratterizzò come una semplice copia del Partito Nazionalsocialista tedesco, di cui furono ricalcate la struttura e l'organizzazione giovanile. Coerentemente a questo orientamento, come simbolo del partito fu adottata una svastica gialla su campo azzurro, adottando i colori della bandiera svedese. Del nazionalsocialismo tedesco veniva esaltata soprattutto la componente più accesamente anticapitalista e rivoluzionaria, facente capo ai due fratelli Gregor Strasser e Otto Strasser. In quest'ottica, la retorica del movimento di Lindholm si contraddistinse per il virulento attacco ai capitalisti.
A seguito della "normalizzazione" imposta da Hitler al proprio partito, Lindholm iniziò un graduale allontanamento dal nazismo, per creare un proprio modello di fascismo autoctono, privo di riferimenti ad esperienze straniere. Nel 1938 venne definitivamente abbandonato l'uso della svastica, a favore del Vasakärven, un antico simbolo utilizzato dal re Gustavo Adolfo II. Nello stesso anno, il movimento cambiò nome e si trasformò nella "Unione socialista svedese" (Svensk Socialistisk Samling).
Nel corso della seconda guerra mondiale, alcuni componenti del partito si arruolarono nella  Frontmannaföreningen Sveaborg, un'associazione di volontari svedesi, al fine di combattere nella guerra di continuazione in Finlandia. Altri invece optarono per le Waffen-SS. Nel 1945 il partito venne sciolto. Il suo più famoso militante è stato Ingvar Kamprad, in seguito fondatore dell'IKEA.